# Krivolov
Krivolov je oblika lova, pri kateri lovec nima zato potrebnega dovoljenja. Krivolova se je v času po 2. svetovni vojni posluževalo največ ljudi, saj za lov niso imeli dovoljenja in pooblastil. Razlog je bil tudi slab finančni položaj ljudi, ki so hoteli popestriti svoj jedilnik z mesom, ki ga takrat ni bilo v izobilju. Lovili so zlasti v zanke, ki so jih nastavili na njim znane površine, na katerih se je zadrževala divjad. Namen zank je bil žival uloviti živo, divji lovec pa jo je nato pokončal. Ta način lova danes šteje za ne etičnega. Divji lovci so se občasno posluževali tudi strelnega orožja, ki ga je bilo dosti, zaradi nedavne vojne. Navadno so ga obdelali, znan je zlasti način, ko so puški odrezali del cevi in jo tako lažje skrili. Seveda je bila točnost izstreljenega naboja vprašljiva, vendar so kljub temu ravno s takšnimi predelanimi puškami uplenili veliko divjadi. Krivolov so v času po 2. svetovni vojni preganjali žandarji.